# Gryning (parti)
Gryning (Úsvit) är ett tjeckiskt politiskt parti grundat i maj 2013 av borgerliga politiker med olika politisk bakgrund. Däribland den oberoende senatorn och miljonären Tomio Okamura, parlamentarikern Radim Fiala från Medborgardemokraterna samt avhoppare från partierna Allmänhetens angelägenheter och Moravané.
Partiet profilerade sig som EU-kritiskt, förespråkare av direktdemokrati och motståndare till korruption men anspelade även på antiromska stämningar. I parlamentsvalet 2014 fick man 6,9 procent av rösterna och 14 platser i Tjeckiens deputeradekammare.
Partiet kom dock snart att skakas av interna motsättningar rörande politisk kurs, personfrågor, ekonomiska oegentligheter och internationellt samarbete med andra partier.
Flera politiker lämnade partiet och bildade nya partier, bland annat Frihet och direktdemokrati (grundat av Okamura, Fiala med flera) och Nationella intressepartiet (lett av Petr Adam).
Det sistnämnda partiet gick dock snart ihop med moderpartiet igen och partinamnet ändrades till det nuvarande. 
Efter Okamuras avhopp tappade partiet stjärnglans och beslutade att inte ställa upp i parlamentsvalet 2017. Två parlamentsledamöter, Martin Lank och Jana Hnyková valde då att lämna partiet och kandidera för det nybildade partiet Realisterna som fick 0,7 % av rösterna. Grynings gruppledare i parlamentet Marek Černoch hoppade också av partiet och kandiderade utan framgång som oberoende kandidat i valet.
Ledande företrädare för Gryning har uttryckt önskan om att kandidera i kommunalvalen 2018.

## Partiledare
- Tomio Okamura, 2013-2015
- Marek Černoch, 2015
- Miroslav Lidinský, sedan 2015

## Officiella namn
- Úsvit přímé demokracie Tomia Okamury (under det första året)
- Úsvit přímé demokracie (från juni 2014 till augusti 2015)
- Úsvit - Národní koalice (sedan augusti 2015)